# Pawłów
Pawłów es un pueblo en el distrito administrativo de la gmina de Sośnie, comprendida en el distrito de Ostrów Wielkopolski, Voivodato de Gran Polonia, en el centro oeste de Polonia., Se encuentra aproximadamente a 7 kilómetros al sureste de Sośnie, a 27 kilómetros al sur de Ostrów Wielkopolski, y a 121 kilómetros al sureste de la capital regional Poznań.